# هواپیمایی آسمان
هواپیمایی آسمان شرکت هواپیمایی ایرانی است، که در سال ۱۳۶۰ از ادغام چهار شرکت هوایی پارس ایر، ایر تاکسی، ایر سرویس و هور آسمان تشکیل شد. این شرکت از سال ۱۳۸۱ به سازمان بازنشستگی کشوری واگذار گردید و جزء ۵ شرکت هواپیمایی ایرانی است که عضو یاتا و دارای گواهینامه آیوسا است.
سیاست شرکت هواپیمایی آسمان، استفاده از هواپیماهای کوچک بوده و بیشتر ناوگان این شرکت از هواپیماهای فوکر ۱۰۰ که دارای ظرفیت پایین می‌باشند، تشکیل شده‌است. دفتر مرکزی این شرکت در تهران قرار دارد و دارای دو پایگاه فعال در شیراز و مشهد است. با ورود تیم فنی و مهندسی جدید و کاپیتان کسائیان از سال ۱۳۹۹ این شرکت مشغول خرید هواپیماهای پهن‌پیکر شده و طی ۳ سال اخیر هواپیماهای ایرباس ۳۲۰ و بوئینگ ۷۳۷ را به ناوگان خود افزوده‌است. این شرکت تا سال ۱۳۹۷ تنها کاربر هواپیمای بوئینگ ۷۲۷ مسافربری (با میانگین سنی ۳۷٫۵ سال) بود.

## مقصدهای پروازی

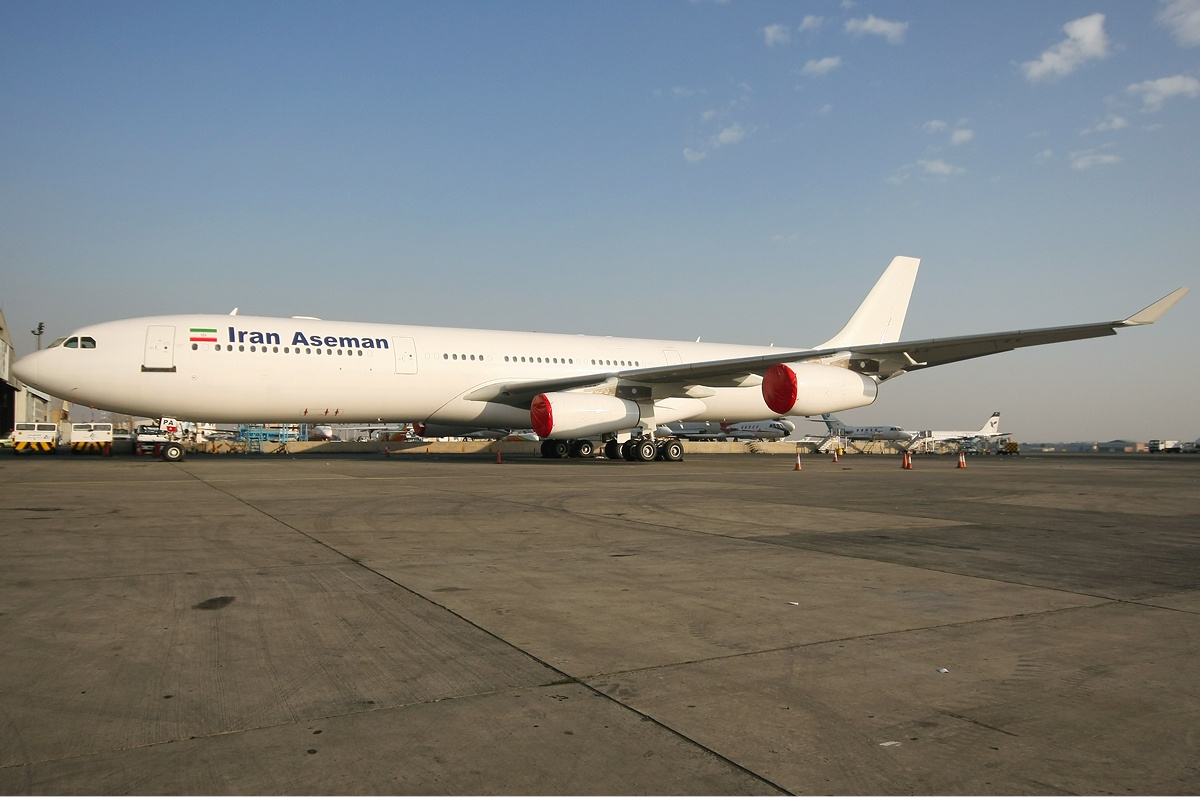
نخستین هواپیمایی ایرباس ای۳۴۰ هواپیمایی آسمان در فرودگاه بین‌المللی مهرآباد، ایران. (۲۰۱۲)

## ناوگان فعلی

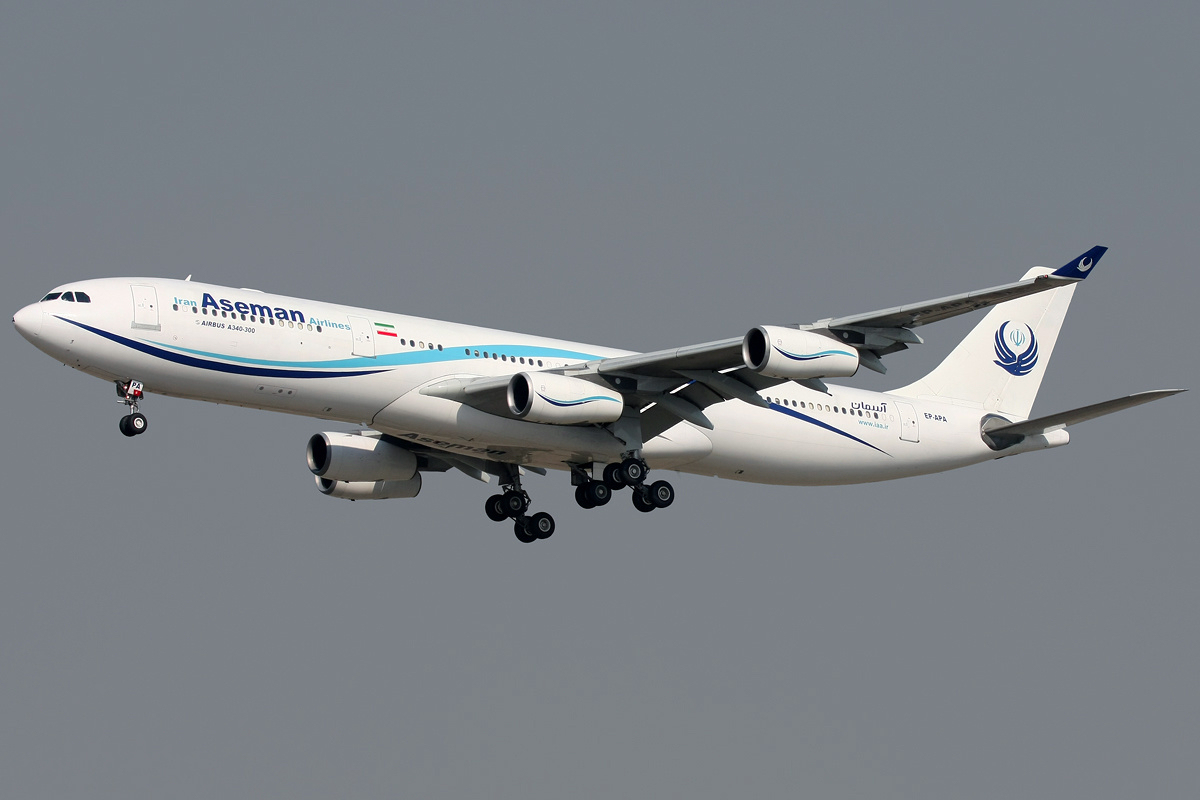

یک فروند ایرباس ای340-300 متعلق به هواپیمایی آسمان
ناوگان هواپیمایی آسمان به شرح زیر است (اوریل 2023):
| هواپیما          | تعداد | ظرفیت صندلی                         | توضیحات |
| ---------------- | ----- | ----------------------------------- | --- |
| ایرباس ای۳۴۰-۳۰۰ | ۱     | ۱۷۱ اقتصادی - ۳۵ تجاری - ۳۴ درجه یک | تنها هواپیمایی پهن‌پیکر فعال این شرکت که برای پروازهای خارجی استانبول ترکیه و مسکو و سنت پترزبورگ روسیه استفاده می‌شود.(EP-APA)-زمین‌گیر |
| ایرباس ای۳۲۰-۲۰۰ | ۶     | ۱۴۴ اقتصادی - ۱۲ تجاری              | کل ۶ فروند زمینگیر |
| بوئینگ ۷۳۷-۴۰۰   | ۴     | ۱۲۸ اقتصادی - ۱۶ تجاری              | ۱ فروند اجاره شده از هواپیمایی نسیم-۱ فروند فعال                                                                                      |
| فوکر ۱۰۰         | ۸     | ۱۰۰–۱۱۰ اقتصادی                     | ۶ فروند زمینگیر و ۲ فروند فعال |
| ای‌تی‌آر ۷۲-۵۰۰    | ۲     | ۷۶–۸۱ اقتصادی                       | هر ۲ فروند زمینگیر |
| ای‌تی‌آر ۷۲-۲۰۰    | ۲     | ۷۶–۸۱ اقتصادی                       | هر ۲ فروند زمینگیر |
| تعداد کل         | ۲۳    |                                     | ۲۰ فروند زمینگیر |

### امضای قرارداد خرید با بوئینگ
در روز ۱۵ فروردین ۹۶ روابط عمومی هواپیمایی آسمان از امضای تفاهم‌نامه‌ای با شرکت بوئینگ برای خرید حداقل ۳۰ هواپیمای بوئینگ ۷۳۷ مکس به ارزش حدود ۳ میلیارد دلار خبر داد. اما پس از خروج آمریکا از برجام این قرارداد لغو شد.

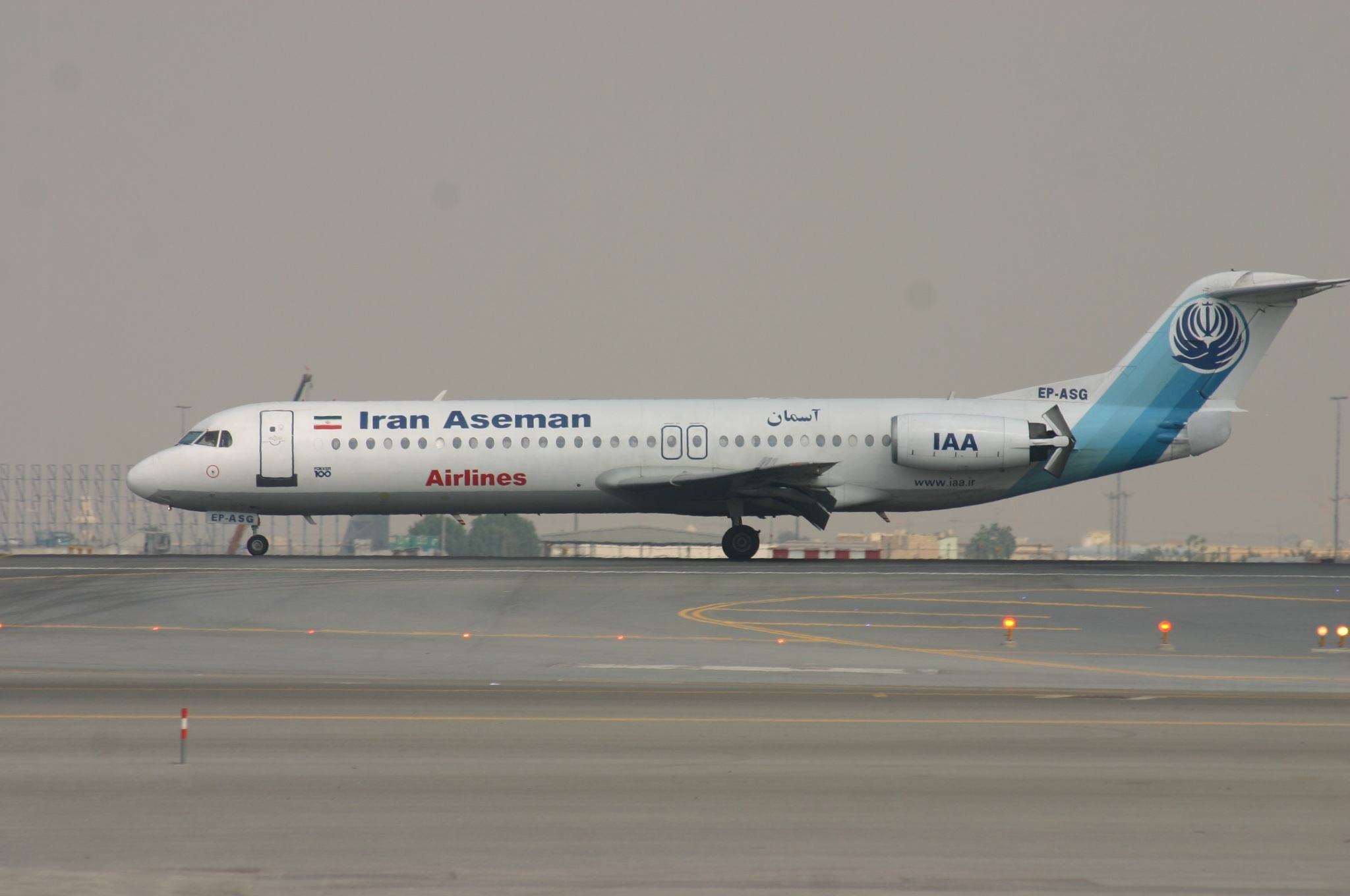
فوکر 100 هواپیمایی آسمان

### مذاکره با شرکت میتسوبیشی
این شرکت مذاکراتی با شرکت میتسوبیشی ژاپن برای خرید ۲۵ فروند هواپیمای MRJ انجام داد.

### تفاهم نامه خرید سوخو سوپرجت روسی
شرکت هواپیمایی آسمان در اردیبهشت سال ۱۳۹۷ و در حاشیه نمایشگاه هوایی اوراسیا در ترکیه، تفاهم نامه خرید ۲۰ فروند هواپیمای سوخوی سوپر جت SSJ۱۰۰ امضا کرد. به دلیل تحریم‌های آمریکا علیه ایران، این هواپیماها هنوز تحویل داده نشده‌است.

## ناوگان پیشین
هواپیمایی آسمان در سال‌های گذشته از ناوگان زیر بهره‌مند بود که اکنون همگی آن‌ها بازنشسته شدند.
| هواپیما        | بازنشستگی      | توضیحات |
| -------------- | -------------- | --- |
| بویینگ ۲۰۰-۷۲۷ | ۱۳ ژانویه ۲۰۱۹ | این شرکت آخرین کاربر مسافربری این مدل در جهان بود و آخرین شرکتی بود که این مدل را از سرویس مسافربری خارج کرد. |
| بویینگ ۲۰۰-۷۳۷ | ۲۴ آگوست ۲۰۰۸  | اجاره شده از ایتک ایر در مسیر بیشکک تهران سقوط کرد                                                            |
| بویینگ ۸۰۰-۷۳۷ | ۲۰۰۳           | اجاره شده از اینتر ایرلاینز ترکیه                                                                             |
| توپولف-۱۵۴     | مارس ۱۹۹۸      | |
| فوکر ۲۸        | ۲۰۰۴           | |
| ای تی آر ۴۲    | ۲۰۰۱           | اجاره شده از ای تی آر                                                                                         |
| فوکر ۲۷        | حدود ۱۹۸۵      | |
| داسو فالکن ۲۰  | حدود ۲۰۰۵      | |

## عملکرد
- طبق اعلام سازمان هواپیمایی کشوری، در سال ۱۳۹۳ این شرکت با میانگین زمان تأخیر ۴۵ دقیقه‌ای بیشترین تأخیرات پروازی را در میان شرکت‌های هواپیمایی دیگر داشت.[۸]
- در مرداد ۱۳۹۴ و پس از تأخیر ۱۰ ساعته پرواز تهران -اهواز، سازمان هواپیمایی کشوری ضمن تذکر کتبی به شرکت آسمان صدور مجوز پروازهای فوق‌العاده این شرکت را به حالت تعلیق درآورد.[۹]
- در آذر ۱۳۹۵، اتحادیه اروپا هواپیمایی آسمان را از پرواز در حوزه اتحادیه اروپا را به واسطه آنچه که نگرانی‌های ایمنی پرواز خواند، منع کرد.[۱۰]
- در سال ۱۳۹۶ و پس از حادثه هواپیمای تهران یاسوج که منجر به مرگ همه مسافران شد، سازمان هواپیمایی کشوری اعلام کرد با عنایت به بررسی همه‌جانبه علل وقوع سانحه هوایی و به‌منظور اطمینان از ارتقای ایمنی پروازهای این نوع هواپیما لازم است به‌طور موقت و تا اطلاع ثانوی پروازهای ATR مدل ۲۰۰ و ۵۰۰ شرکت هواپیمایی آسمان متوقف شود.[۱۱]

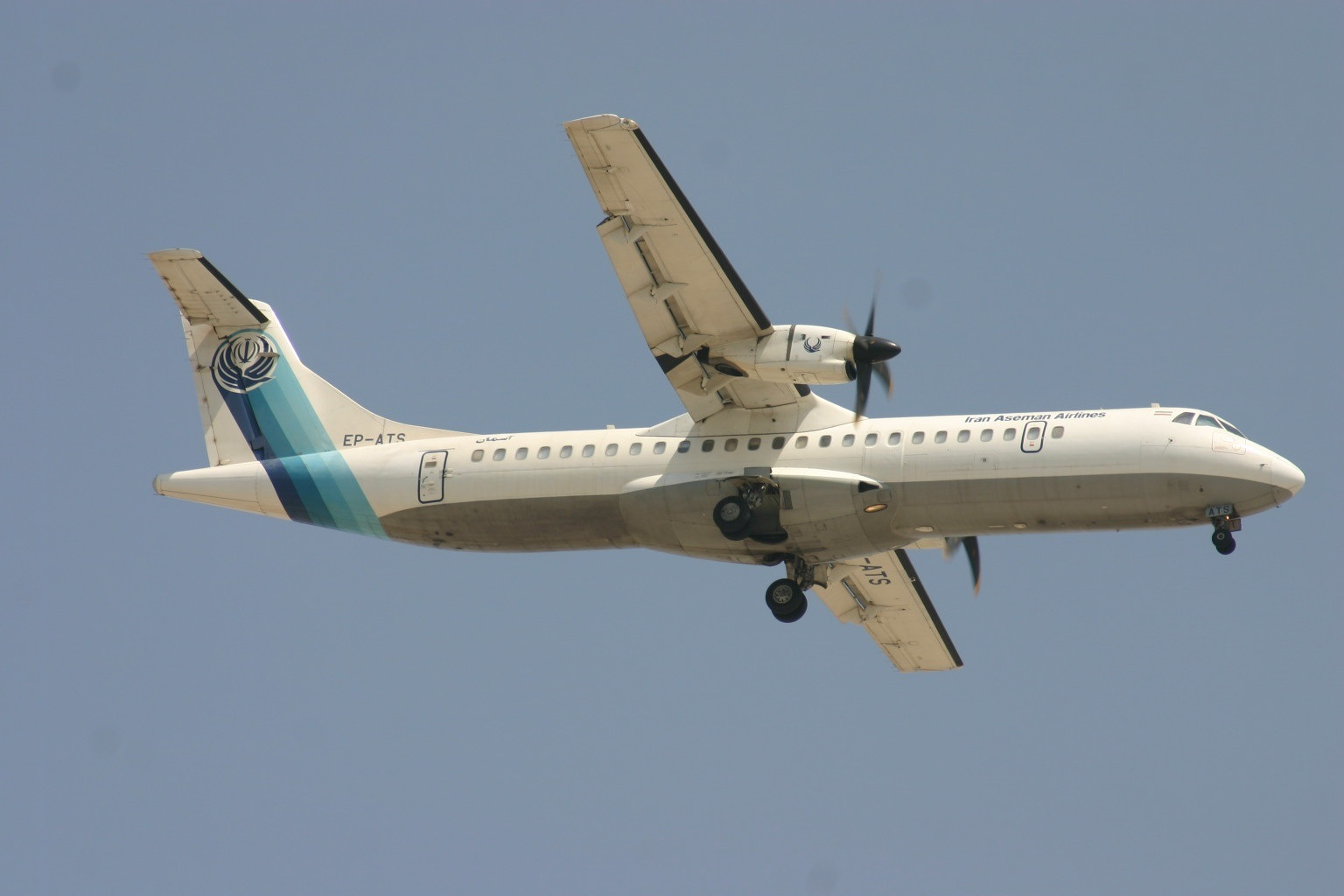
یک فروند ای تی آر200-72 هواپیمایی آسمان در فرودگاه دبی(که سالها بعد به کوه دنا برخورد کرد)

## سوانح و حوادث

### سوانح
- در ۲۰ مهر ۱۳۷۳ (۱۲ اکتبر ۱۹۹۴): سقوط پرواز ۷۴۶ آسمان. هواپیمای فوکر ۲۸ آسمان که در مسیر اصفهان-تهران در حال حرکت بود به علت نقص فنی از کنترل خارج و به ارتفاعات کرکس برخورد کرد. در این حادثه ۵۹ مسافر و ۷ خدمه کشته شدند.

- در ۲ شهریور ۱۳۸۷، پرواز شماره ۶۸۹۵ هواپیمایی آسمان که البته متعلق به شرکت ایتک ایر و در اجاره هواپیمایی آسمان بود، در مسیر بیشکک به تهران لحظاتی پس از پرواز در نزدیکی بیشکک سقوط کرد و ۶۸ نفر از مسافران آن کشته شدند.

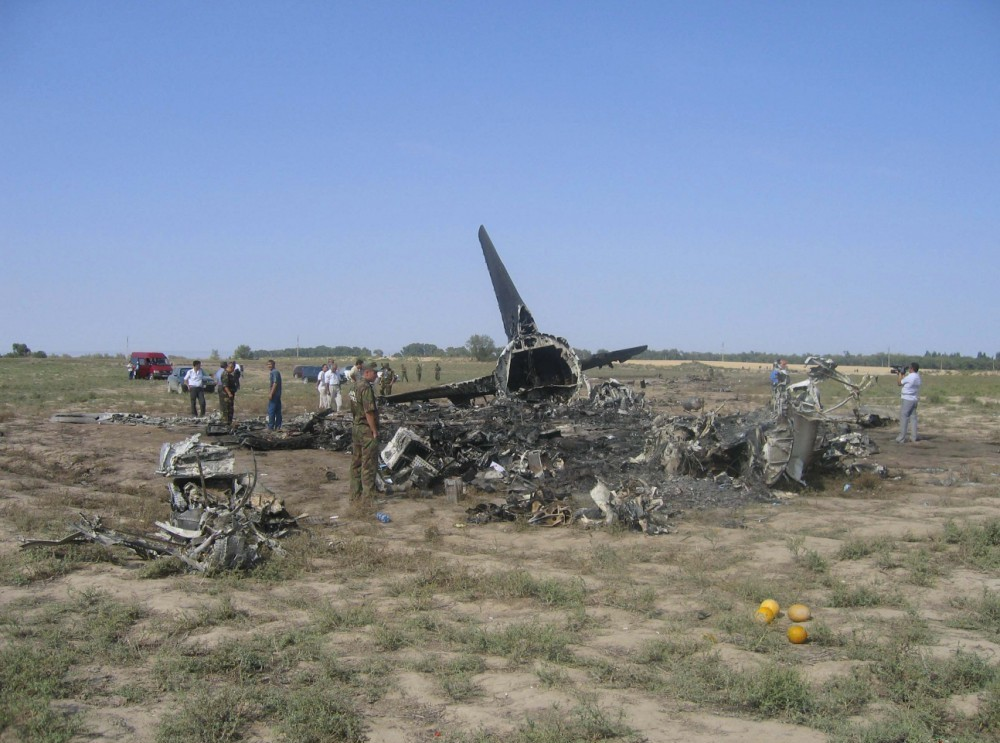
سانحه پرواز 6895 هواپیمایی آسمان در سال2008

- سانحه پرواز 6895 هواپیمایی آسمان در سال2008در ۲۹ بهمن ۱۳۹۶: پرواز شماره ۳۷۰۴ هواپیمایی آسمان که در مسیر تهران به یاسوج پرواز می‌کرد به رشته‌کوه دنا برخورد کرد که منجر به کشته شدن ۶۰ مسافر، ۲ مهماندار و سرمهماندار و ۲ نفر کادر امنیت پرواز و ۲ خلبان و کمک خلبان شد.[۱۲][۱۳][۱۴][۱۵][۱۶][۱۷][۱۸][۱۹]

### حوادث
- در روز بیستم مرداد سال ۱۳۸۸ یکی از چرخ‌های هواپیمای پرواز شماره ۷۲۹ هواپیمایی آسمان در هنگام فرود در فرودگاه اصفهان ترکید و آتش گرفت.[۲۰]
- در ۱۲ فروردین ۱۳۸۹، آتش‌سوزی و نقص فنی در پرواز هواپیمایی آسمان از عسلویه به سمت تهران باعث ایجاد رعب و وحشت مسافران و کنسل شدن این پرواز گردید. خلبان با جسارت و توانایی بالا هواپیما را نگه داشت و مسافران این پرواز هواپیما را بدون وارد شدن خسارت جانی ترک کردند.[۲۱]
- در ۴ شهریور ۱۳۸۹، پرواز شماره ۷۷۳ آسمان از مبدأ تهران به مقصد تبریز پس از فرود در فرودگاه تبریز کنترل خود را از دست داد و در گودالی در انتهای باند متوقف شد.[۲۲]
- در ۲۰ اردیبهشت ۱۳۹۳، پرواز شماره ۸۵۳ هواپیمایی آسمان که از مشهد عازم زاهدان بود، به دلیل عدم باز شدن چرخ سمت چپ عقب درخواست فرود اضطراری کرد و به ناچار با وجود یک چرخ بسته به حالت اضطرار در باند فرودگاه بین‌المللی زاهدان فرود آمد و با وجود اینکه این هواپیما از باند پرواز خارج و لاستیک آن دچار ترکیدگی شد اما تمامی ۱۱۳ نفر مسافر این پرواز جان سالم به در بردند و تنها ۹ نفر مصدوم شدند که به صورت سرپایی درمان شدند.
- در ۵ آبان ۱۳۹۳، پرواز تهران - ایروان که از فرودگاه امام خمینی برخاست به علت بروز نقص فنی و آزاد نشدن دریچه چرخ سمت چپ هواپیما پس از مدتی پرواز در آسمان تهران و کاهش میزان سوخت خود، مجبور به فرود اضطراری در فرودگاه مهرآباد می‌شود.[۲۳][۲۴]
- در ۲۴ بهمن ۱۳۹۳پرواز ۱۶:۳۰ از تهران به مقصد یزد با اعلام ۶ مرتبه تأخیر و ۲ بار سوار و تخلیه مسافرین از هواپیمای فوکر۱۰۰ با اعتراض مسافرین همراه شد که تعدادی از آن‌ها خواستار بازگشت وسایلشان و انصراف از پرواز شدند ولی با بی اعتنایی مسئولین هواپیمایی مواجه شدند و تهدید به بازداشت شدند و با وجود نقص فنی جدی و متقاعد کردن خلبان به پرواز سرانجام با ۱۳ ساعت تأخیر در فرودگاه یزد فرود آمد.[نیازمند منبع]
- در ۱ اردیبهشت ۱۳۹۴، پرواز تهران - شیراز دقایقی پس از پرواز با نقص فنی مواجه شد و با کم کردن سوخت در آسمان تهران دوباره به فرودگاه مهرآباد بازگشت.[۲۵]
- در ۲۹ اردیبهشت ۱۳۹۴، پرواز تهران-زاهدان این شرکت با بوئینگ ۷۲۷ به دلیل نقص فنی پس از حدود ۵۰ دقیقه پرواز مجبور به بازگشت به تهران شد.[۲۶]
- در مرداد ۱۳۹۵ در پرواز تبریز _شیراز هواپیما به دلیل غش کردن مهماندار در فرودگاه مهرآباد به زمین نشست و مهماندار را با آمبولانس به بیمارستان بردند.[نیازمند منبع]

در ۲۹ شهریور ۱۳۹۶، به دماغه هواپیما ایرباس A320 در مسیر تفلیس_تهران در هنگام نشت بر روی باند فرودگاه امام خمینی یک کبوتر برخورد کرد و باعث تکان‌های شدید پرواز شد اما پرواز سالم بر روی باند نشت. به هیچ‌کدام از مسافران آسیب نرسید.
- در ۱۰ آذر ۱۳۹۶، پرواز تهران-کرمانشاه با شماره ۶۲۰ دقایقی پس از پرواز به دلیل نقص فنی مجدداً در فرودگاه مهرآباد به زمین نشست. از کار افتادن موتور هواپیما از دلایل فرود اضطراری فوکر ۱۰۰ آسمان عنوان شد.[۲۷]
- در ۴ اسفند ۱۳۹۶، پرواز تهران-تبریز با هواپیمای بوئینگ ۷۲۷ به دلیل وقوع نقص فنی در نزدیکی‌های آسمان تبریز مجبور شد به فرودگاه مهرآباد بازگردد.[۲۸]
- در ۱۰ اسفند ۱۳۹۶، پرواز اهواز-مشهد، پس از ۴۰ دقیقه پرواز به دلیل نقص فنی به فرودگاه اهواز بازگشت.[۲۹]
- در ۱۴ تیر ۱۳۹۷، پرواز رشت-تهران با هواپیمای ATR72، دقایقی پس از پرواز به دلیل نقص فنی دریکی از موتورها مجبور به بازگشت و فرود اضطراری شد.[۳۰]

در تاریخ ۱۰ خرداد ۱۳۹۹، پرواز تهران-کرمانشاه با هواپیمای فوکر ۱۰۰ با کد رجیستر ATF، دقایقی‌پس از پرواز به دلیل از دست دادن موتور شماره یک مجبور به فرود اضطراری شد
در این حادثه به هیچ‌یک از مسافرین آسیبی نرسید.
در تاریخ ۹ تیر ۱۴۰۰، فوکر ۱۰۰ این شرکت به دلیل نقص فنی و مشکل داشتن باند فرودگاه مهرآباد، از فرود منصرف شد.
در تاریخ ۱۱اردیبهشت ۱۴۰۱، پرواز بندر عباس به تهران پس از چندین ساعت تأخیر به دلیل نقص فنی در مبدأ در آسمان یزد مجدداً دچار مشکل شد و مجبور به فرود اضطراری در فرودگاه یزد گردید.

درتاریخ ۱۷ مرداد ۱۴۰۴. پرواز شماره ۶۵۸۴ بوئینگ ۷۳۷  تهران به تفلیس پس از حدود ۴۵ دقیقه پرواز به دلیل نقص فنی و برای تعویض قطعه ای به فرودگاه امام خمینی بازگشت 

## آرم و رنگ آمیزی
- لوگوی شرکت هواپیمایی آسمان به رنگ سرمه ای میباشد و برگرفته از پرنده ای (درنا) در حال پرواز است.
- طراح لوگوی آسمان  مرتضی ممیز، یکی از برجسته‌ترین گرافیست‌های ایران است. در سال ۱۳۹۴ رنگ آمیزی و طرح تکمیلی آن که به شکل خطوط موج دار زیر لوگو میباشد توسط مهندس سعید خسروان طراحی و به لوگو اضافه گردید.

## ماهنامه درون‌پروازی آسمان
شرکت پروازی آسمان نشریه‌ای تحت عنوانِ ماهنامه‌ی آسمان را تالیف می‌کند. در این ماهنامه، به مسائل روز با محوریت معرفی جاذبه‌های گردشگری تمرکز شده است.

## وضعیت ناوگان
در حال حاضر، تنها یک فروند هواپیمای فوکر ۱۰۰ در ناوگان عملیاتی هواپیمایی آسمان فعال است. این هواپیما پس از پنج ماه زمین‌گیری، با تلاش متخصصان فنی شرکت و تأمین موتورهای مورد نیاز، مجدداً به خطوط پروازی بازگشت. این اقدام در راستای افزایش ظرفیت صندلی‌های پروازی و بهبود خدمات‌رسانی به مسافران انجام شد.
این وضعیت نشان‌دهنده چالش‌های ساختاری و مدیریتی در هواپیمایی آسمان است که نیازمند توجه و اصلاحات اساسی برای بهبود عملکرد و بهره‌وری سازمانی می‌باشد.
شرکت هواپیمایی آسمان در تاریخ ۶ اردیبهشت ۱۴۰۴ اعلام کرد: با توجه به سررسید انجام بازدیدهای دوره ای بر روی هواپیمای بوئینگ 737 به رجیستر EP-APO، تیم عملیاتی متشکل از ۱۵ نفر نیروی متخصص، در تاریخ اول اردیبهشت ماه عملیات فنی را شروع کردند و این هواپیما نیز عملیاتی شد.

## مدیریت عامل و هیئت مدیره
محمدحسین یوسف‌پور ریاست هیئت مدیره شرکت هوایی آسمان را بر عهده دارد. وی پیش از این سابقه همکاری با پتروشیمی جم، منطقه آزاد کیش، هلدینگ معلم (وزارت آموزش و پرورش)، دبیرخانه مناطق آزاد کل کشور و ... را در کارنامه خود دارد.